# Déjate ver
Déjate ver (originalmente titulada Ana &) es una serie de televisión española de comedia dramática creada, escrita y dirigida por Álvaro Carmona y protagonizada por Macarena Sanz para Atresplayer. Se estrenó en la plataforma el 24 de septiembre de 2023.

## Trama
Ana ha vivido en una burbuja los últimos años mientras trabajaba como ayudante de Bassil, uno de los artistas más famosos del planeta y cuya identidad es un misterio para el gran público, pero ahora que ha comenzado a desaparecer deberá enfrentarse cara a cara con un mundo con el que siente que no acaba de conectar.

## Reparto

### Reparto principal
- Macarena Sanz como Ana
- Irene Minovas como Álex (Episodio 1 - Episodio 3; Episodio 5 - Episodio 8)[2]
- Joan Amargós como Tomás[2]
- Ramón Barea como Tasio (Episodio 4)[3]
- Óscar Ladoire como Atilino (Episodio 5 - Episodio 6)[2]
- Miki Esparbé como Mario (Episodio 6)[2]
- Iván Massagué como Bassil (Episodio 7 - Episodio 8)[3]

### Reparto recurrente
- Fazle Rabbi como Tamir (Episodio 1; Episodio 3; Episodio 8)
- César Tormo como Jan (Episodio 2 - Episodio 3)[3]
- Alba Ribas como Bárbara (Episodio 2; Episodio 5)[3]
- Carla Torres como Emily (Episodio 3; Episodio 7)

### Reparto episódico
- Ágata Roca como Marga (Episodio 2)
- Luis Sorolla como Recepcionista (Episodio 2)
- Javier Carramiñana como Paquito (Episodio 2)
- Nacho Marraco como Santiago (antropólogo) (Episodio 3)
- Luis Gámez como Manu El Peras (Episodio 3)
- Sayago Ayuso como Trabajador Trajeado (Episodio 3)
- Raúl Jiménez como Agu (Episodio 4)
- José María Pertusa como Cura (Episodio 4)
- Esperanza Candela como Gloria (Episodio 4)
- Ignasi Taltavull como Presentador Programa TV (Episodio 5)
- Tomàs Fuentes como Pingüino (Episodio 5)
- Iggy Rubín como Loro (Episodio 5)

## Capítulos
| N.º | Título            | Dirigido por   | Escrito por    | Fecha de lanzamiento original |
| --- | ----------------- | -------------- | -------------- | ----------------------------- |
| 1   | «Ana & Tamir_417» | Álvaro Carmona | Álvaro Carmona | 24 de septiembre de 2023      |
| 2   | «Ana & .»         | Álvaro Carmona | Álvaro Carmona | 1 de octubre de 2023          |
| 3   | «Ana & Paquito»   | Álvaro Carmona | Álvaro Carmona | 8 de octubre de 2023          |
| 4   | «Ana & Tasio»     | Álvaro Carmona | Álvaro Carmona | 15 de octubre de 2023         |
| 5   | «Ana & Tomás»     | Álvaro Carmona | Álvaro Carmona | 22 de octubre de 2023         |
| 6   | «Ana & Mario»     | Álvaro Carmona | Álvaro Carmona | 29 de octubre de 2023         |
| 7   | «Ana & Vincent»   | Álvaro Carmona | Álvaro Carmona | 5 de noviembre de 2023        |
| 8   | «Ana & Anastasia» | Álvaro Carmona | Álvaro Carmona | 12 de noviembre de 2023       |

## Producción
El 13 de diciembre de 2021, durante la presentación del Atresplayer Premium Day, Atresmedia anunció por primera vez el desarrollo de la serie Ana &, con Álvaro Carmona como creador, guionista y director de la serie. En septiembre de 2022, la serie fue retitulada como Déjate ver y su rodaje comenzó, con Macarena Sanz como protagonista.

## Lanzamiento
El 28 de agosto de 2023, Atresplayer anunció que estrenaría las series ¡Martita!, Entre tierras y Déjate ver en septiembre. El 12 de septiembre de 2022, Atresplayer sacó el teaser trailer de la serie y anunció su estreno para el 24 de septiembre de 2023.

## Premios y nominaciones
Fue seleccionada para competir en la sección International Panorama del Festival Series Mania de Lille (donde ya ganó el Short Form Series en 2019 por Gente hablando).
Ha sido proyectada en la sección Series Market Selects de la Berlinale 2024.

## Aliteración 1, 4, 7
Las cifras 1, 4 y 7 aparecen, en diverso orden, a veces con otros números, en prácticamente todos los capítulos:
- Tamir_417 es el nickname del pastor que graba vídeos que solo ve la protagonista (capítulo 1).
- El primer episodio que ve la protagonista del programa que presenta su hermano es el número 147, como se puede ver en la esquina superior izquierda de la pantalla: #TuCasaEsMiCasa147, del Canal 44TV (capítulo 1).
- La protagonista intenta alojarse en un hotel de 7 estrellas (capítulo 1).
- La llave del trastero familiar tiene el número 174 (capítulo 2).
- En el museo al que acude la protagonista en el capítulo 3, uno de los bustos de estilo romano lleva el número 174.
- Su padre enterró 14 cuadros (capítulo 4).
- De camino al pueblo de Tasio, escucha la emisora 104.7 en la radio del coche (capítulo 4).
- El revolver Lefaucheux, modelo 1865, que se subasta en Tracy's constituye el lote 107 (capítulo 7).

## El arte en la serie
En Déjate ver, el arte es motivo, protagonista, trama y trasfondo. Está presente de muchas formas y para ello el equipo de arte y varios colaboradores han empleado obras reales y han elaborado muchas otras exprofeso para la serie; así mismo, cada capítulo está jalonado por multitud de referencias artísticas que se detallan capítulo por capítulo.

### El equipo de arte
Marta Archilés es la directora de arte.
Los auxiliares de arte son Pedro Zamora, Borja Moscoso, Gustavo González, Anna Bommes y David García.
En el epígrafe «Arte» de los agradecimientos, se menciona a Ana Débora, Lara Padilla, Fran Maestre, Isabela Puga, así como a Jorge Yuntaen el capítulo 2. 

### Obras creadas para la serie
Aunque en Déjate ver aparecen principalmente obras de la protagonista, aparecen muchas otras creaciones de distintos personajes.

#### Obras firmadas por Bassil
En la exposición «Mono no aware in negative spaces» en la Kogyo Eitaku Gallery:
- Reloj proyectado en dos paredes que marca la hora que no se ve.
- Piedra con puerto USB incrustado. Esto viene de una idea de Álvaro Carmona para una obra anterior.[3]
- Pez dorado en copa de Martini.
- Felpudo con la palabra Welcome ante un contenedor de basura.
- Cartel Truth & Context. Artistic performance colocado sobre un mendigo a la entrada de la exposición.
- Neón: Blondes are dumb like every fucking else.
- Expositor dentro de expositor.
- La frase Look at you impresa varias veces en un espejo.

En la fundación de Marga está su primer Bassil: The bigger, the better.
Las impresiones de la exposición «Invisible» basados en retratos de Van Gogh.

#### Obras de Ana
Las obras de la protagonista son principalmente autorretratos en diversos materiales (carboncillo, lápiz, óleo) y estilos (abstracto, puntillista, figurativo):
- Carboncillos y dibujos a lápiz del natural, en un parque o un museo.
- El óleo que regala a Mario.
- El dibujo con cera amarilla que envía a Tamir.

#### Obras de otros artistas
En la residencia de Marga:
- Media escultura en madera de una cara, similar a un tótem.
- Cuadro grises y naranja.
- Archivadores de plástico colgados.
- Pequeños pilares hechos de ladrillos y libros.
- Papeles viejos suspendidos de hilos invisibles con caras dibujadas o la palabra face.
- Busto con máscara de gas.
- Espejo «mágico».
- Cuadros de Beatriz, del estilo del gris y naranja que aparece al principio del capítulo.
- Esculturas de Jorge, que está trabajando caras con piedra.
- Micaela leyendo libros en silencio.

En la sala de la impresora: las obras de Paquito, de motivos circulares.
En la fundación de Marga:
- Varios cuadros de gran formato de distintos estilos.
- Un cuadro grande de Paquito.

El dibujo a carboncillo de uno de los estudiantes de arte en el museo.
El cuadro de Simón Callet (pintado con espátula).
Bodegón de la colección permanente y títulos de la colección temporal de la Galería Minimal.
Lote 106, de Fumiko Keane, Untitled VII.